# 福建技术师范学院
福建技术师范学院，简称福师院，是中华人民共和国的一所全日制本科公办省属普通高等学校，位于福建省福州市福清市。

## 历史
1977年6月，福建省莆田地区师范学校福清分校成立，后更名为福建省莆田地区师范学校大专班。1978年12月，改建为福建省莆田师范专科学校。1980年7月，更名为福清师范专科学校。1983年8月，因省内行政区划的调整，福建省人民政府决定将学校挂靠到福建师范大学，成为福建师范大学二部。1984年6月，更名为福建师范大学福清分校。2018年，教育部批复同意该校更名为“福建应用技术学院”。2019年6月，教育部批复同意该校脱离福建师范大学，并更名为福建技术师范学院。

## 院系设置
学校设有13个二级学院，39个本科专业（含6个省级一流本科专业建设点），3个硕士学位培育学科，6个硕士生联培项目。
- 侨兴经济与管理学院
- 文化与法律学院（海外教育学院）
- 艺术与传媒学院
- 教育学院
- 外国语学院
- 马克思主义学院
- 体育学院
- 大数据与人工智能学院
- 电子与机械工程学院
- 材料与包装工程学院
- 食品与生物工程学院
- 海洋学院
- 继续教育学院（福建省职教师资培训中心）[4]